# Тарасов, Борис Николаевич
Бори́с Никола́евич Тара́сов (род. 2 апреля 1947, Владивосток) — российский литературовед и прозаик, доктор филологических наук, ректор Литературного института имени А. М. Горького (2006—2014). Заслуженный деятель науки РФ, член Правления Союза писателей России, председатель жюри Бунинской премии, лауреат Международной литературной премии им. Ф. М. Достоевского, Всероссийской литературной премии им. Ф. И. Тютчева и Всероссийской премии им. А. С. Хомякова, премии Правительства Российской Федерации (2013).

## Биография
Окончил Казанское суворовское военное училище, затем романо-германское отделение филологического факультета МГУ, получил диплом филолога, преподавателя французского языка и литературы (1973).
В 1977 окончил аспирантуру Литературного института. Тема кандидатской диссертации: «Эстетическая система Поля Валери» (1979), докторской: «П. Я. Чаадаев и русская литература первой половины XIX века» (1988).
Работал переводчиком, старшим научным сотрудником во ВНИИПРХ. С 1985 года работает в Литературном институте, с 1988 года — в должности заведующего кафедрой зарубежной литературы. В 2006—2014 года — ректор Литературного института.

## Основные работы
- Паскаль. — М. : Молодая гвардия, 1979. — 334 с. — (ЖЗЛ; Вып. 599). — 100 000 экз.
  - Паскаль. — 2-е изд. — М. : Молодая гвардия, 1982. — 334 с. — (ЖЗЛ; Вып. 593). — 100 000 экз.
  - Паскаль. — 3-е изд. — М. : Молодая гвардия, 2006. — 340 с. — (ЖЗЛ; Вып. 996). — 5000 экз. — ISBN 5-235-02926-7
- «А. С. Хомяков — мыслитель, поэт, публицист» (Т. 1—2)
- «Пётр Чаадаев в Москве».
- Чаадаев. — М. : Молодая гвардия, 1986. — 448 с. — (ЖЗЛ; Вып. 670). — 150000 экз.
  - Чаадаев. — 2-е изд., доп. — М. : Молодая гвардия, 1990. — 576 с. — (ЖЗЛ; Вып. 670). — 200000 экз. — ISBN 5-235-01032-9
- Непрочитанный Чаадаев, неуслышанный Достоевский : (Христианская мысль и современное сознание). — М.: Academia, 1999. — 288 с. : портр. ISBN 5-87444-078-X
  - 2-е изд. под загл.: «Тайна человека» и тайна истории": «Тайна человека» и тайна истории: непрочитанный Чаадаев, неопознанный Тютчев, неуслышанный Достоевский. — СПб.: Алетейя, 2012. — 351 с.
- Куда движется история? : Метаморфозы людей и идей в свете христианской традиции. — СПб.: Алетейя, 2002. — 346, [2] с. ISBN 5-89329-454-8
- Историософия Ф. И. Тютчева в современном контексте. — М.: Наука, 2006. — 160 с. ISBN 5-02-034462-1
- «Мыслящий тростник»: Жизнь и творчество Паскаля в восприятии русских философов и писателей. — 2-е изд. — М.: Языки славянских культур, 2009. — 826 с., ил. — (Studia philologica). ISBN 978-5-9551-0341-9
- Феномены западной культуры Нового времени в контексте антропологических традиций Возрождения и христианской мысли. — М.: Издательство Литературного института им. А. М. Горького, 2011. — 184 с. — ISBN 978-5-7060-0132-2
- «Дело идет об истине… О России». Исторические воззрения русских мыслителей и писателей XIX века. СПб.: Алетейя, 2017. — 412 с.
- Анализ, интерпретации и понимание в изучении наследия Достоевского. — М.: Индрик, 2021. (в соавторстве с И. А. Есауловым и Ю. Н. Сытиной).

## Рецензии
- Гаврилов И. Б., Седов Б., свящ. [Русская историософия XIX в].: опыт сравнительного анализа. Отзыв на монографию: Тарасов Б. Н. «Дело идет об истине… О России». Исторические воззрения русских мыслителей и писателей XIX века. СПб.: Алетейя, 2017. 412 с. // Труды  кафедры богословия Санкт-Петербургской Духовной Академии. 2020. № 3 (7). С. 146–156.
- Чередниченко С.А. Рецензия на книгу Б. Н. Тарасова «Феномены западной культуры Нового времени в контексте антропологических традиций Возрождения и христианской мысли»[5] // «Вопросы литературы», 2013, № 6
- Ордынская И.Н. Пути подлинной свободы. О книге Б.Н.Тарасова «Тайна человека» и тайна истории»[6] — Наш современник, 2013/№10 — С. 267.] // «Наш современник», 2013, №10
- Ордынская И.Н. Возвращение первоначальных смыслов. О четырёхтомнике избранных трудов Б.Н. Тарасова[7] — Наш современник, 2018/№8 // «Наш современник», 2018, №8